# Groupe de régions en Italie

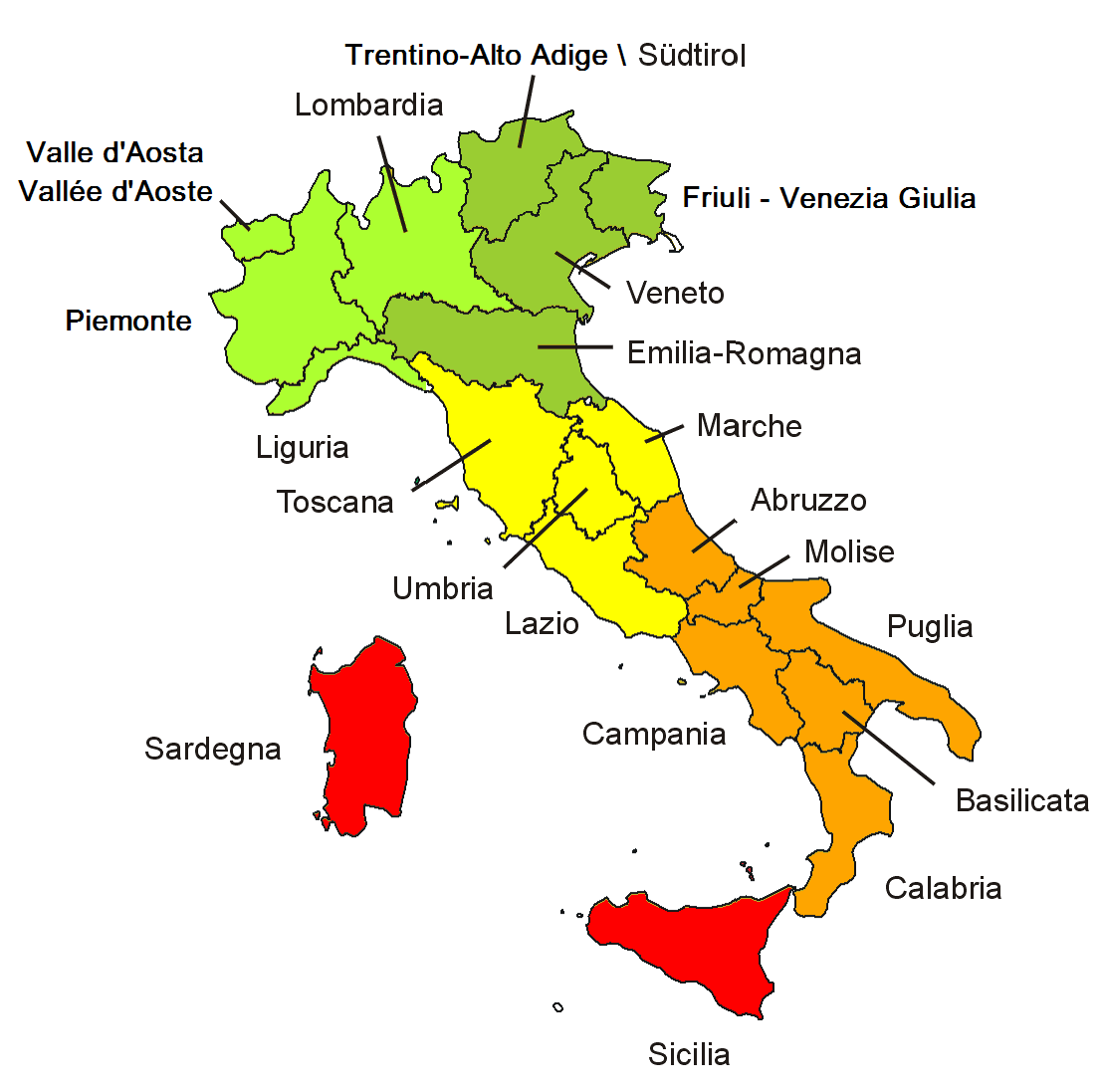
Les cinq groupes de régions en Italie

Un groupe de régions en Italie est une division supra-régionale définie à la fois par l'organisme chargé des statistiques en Italie, l’Istituto nazionale di statistica (ISTAT) et par l'Union européenne (UE) dans le cadre de la nomenclature d'unités territoriales statistiques (NUTS) de premier niveau. C'est aussi une circonscription législative européenne. Les vingt régions italiennes sont regroupées en cinq supra-régions géopolitiques à caractère uniquement statistique et non administratif.

## Antécédents
Géographiquement, le territoire italien est divisée en trois parties : une zone continentale au nord, une zone peninsulaire et une zone insulaire.
Quatre des supra-régions correspondent à la situation précédant l'unification italienne au milieu du XIXe siècle : l'Italie méridionale correspond (sans la Sicile) à la partie de la péninsule qui formait le royaume des Deux Siciles ; l'Italie nord-occidentale correspond (sans la Sardaigne) au royaume de Piémont-Sardaigne et à la Lombardie ; l'Italie nord-orientale correspond au reste de la zone continentale, au nord des Apennins, avec la Vénétie au centre, comprenant les territoires qui firent partie de l'Empire austro-hongrois ; enfin, l'Italie centrale correspond approximativement à ce que furent les États pontificaux joints à la Toscane.
La cinquième est constituée par les îles de Sardaigne et de Sicile et leurs archipels dont la situation géographique particulière les a conduits à être regroupés dans une région dénommée Italie insulaire.

## ISTAT

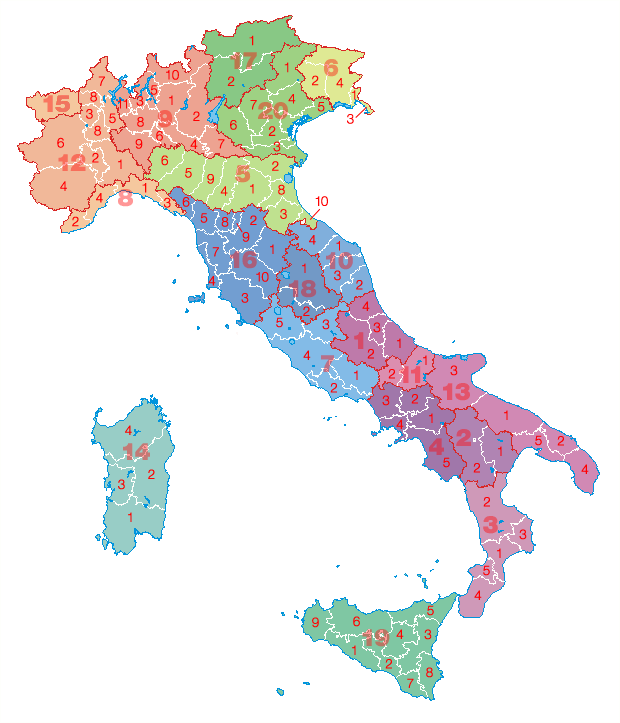
Divisions administratives de l'Italie

L'Istituto nazionale di statistica (ISTAT) (« Institut national de la statistique ») utilise les divisions géographiques suivantes pour le recensement de la population :
| Nom                     | Régions correspondantes                                              |
| ----------------------- | -------------------------------------------------------------------- |
| Italie nord-occidentale | Vallée d'Aoste, Piémont, Lombardie, Ligurie                          |
| Italie nord-orientale   | Frioul-Vénétie Julienne, Vénétie, Trentin-Haut-Adige, Émilie-Romagne |
| Italie centrale         | Toscane, Marches, Latium, Ombrie                                     |
| Italie méridionale      | Abruzzes, Molise, Campanie, Basilicate, Pouilles, Calabre            |
| Italie insulaire        | Sicile, Sardaigne                                                    |

## Nomenclature d'unités territoriales statistiques

Zones de niveau 1 de la NUTS

En Italie, les zones de niveau 1 de la nomenclature d'unités territoriales statistiques (NUTS) définies par l'Eurostat, organisme de l'Union européenne, ne sont pas des entités administratives mais des subdivisions à finalité statistique, équivalentes à celles utilisées par l'ISTAT mais différentes par le nom.
| Numero | Nom        | Régions correspondantes                                              |
| ------ | ---------- | -------------------------------------------------------------------- |
| 1      | Nord-Ouest | Vallée d'Aoste, Piémont, Lombardie, Ligurie                          |
| 2      | Nord-Est   | Frioul-Vénétie Julienne, Vénétie, Trentin-Haut-Adige, Émilie-Romagne |
| 3      | Centre     | Toscane, Marches, Latium, Ombrie                                     |
| 4      | Sud        | Abruzzes, Molise, Campanie, Basilicate, Pouilles, Calabre            |
| 5      | Îles       | Sicile, Sardaigne                                                    |

## Autres divisions
La macro-région du Mezzogiorno inclut en plus les grandes îles et également le sud du Latium. La Vallée d'Aoste, le Piémont et la Ligurie font partie de l'eurorégion Alpes-Méditerranée. La Province autonome de Bolzano et la Province autonome de Trente font partie de l'eurorégion Tyrol-Haut-Adige-Trentin. Le Frioul-Vénétie Julienne, la Vénétie, l'Émilie-Romagne, les Abruzzes, les Marches, le Molise et les Pouilles font partie de l'eurorégion Adriatique et Ionique.